# St. Peter (Lana)

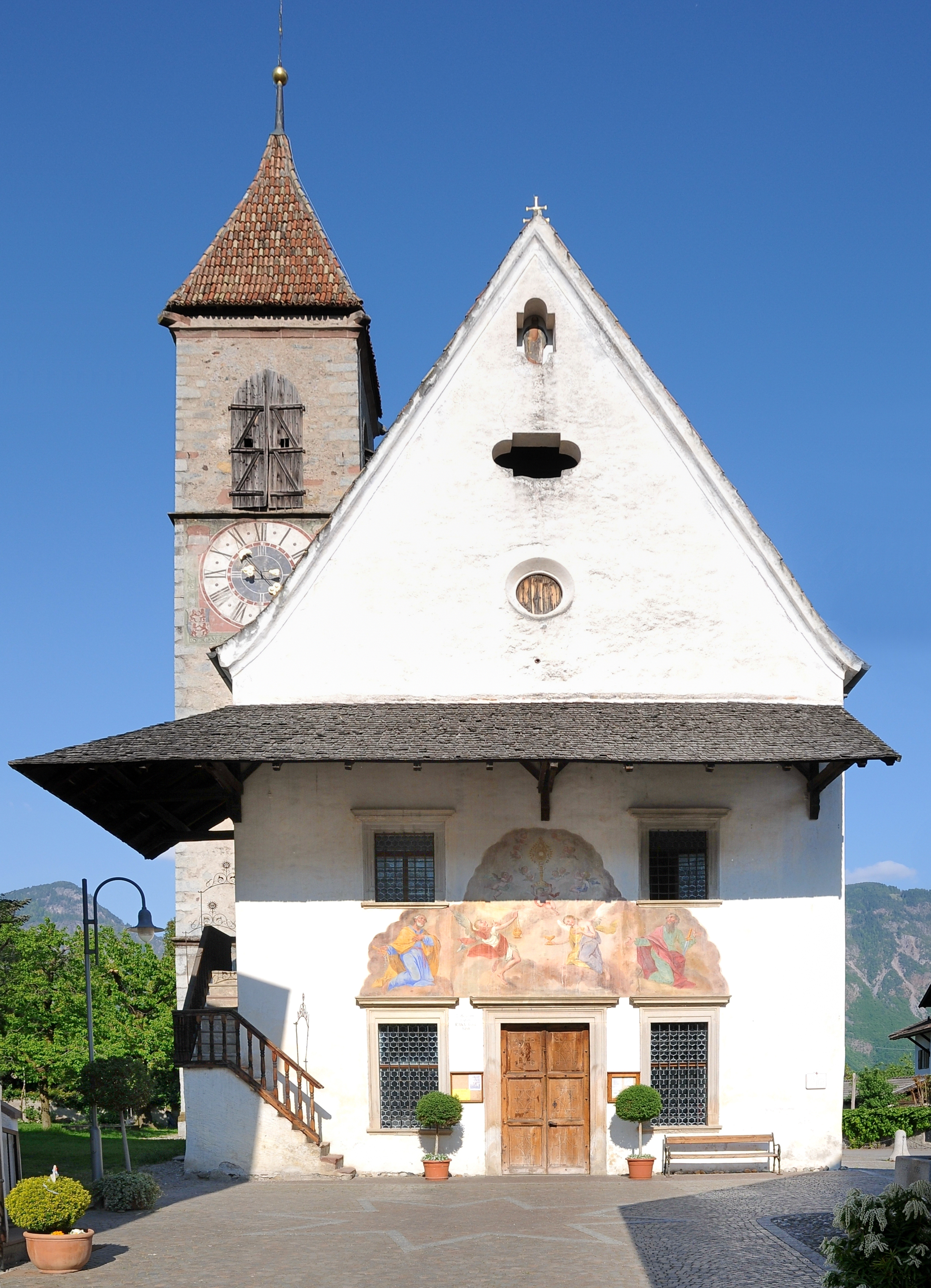
St. Peter, Vorderansicht

St. Peter ist eine römisch-katholische Filialkirche in Mitterlana, einem Ortsteil der Marktgemeinde Lana in Südtirol. Als Baudenkmal ist sie geschützt.

## Geschichte

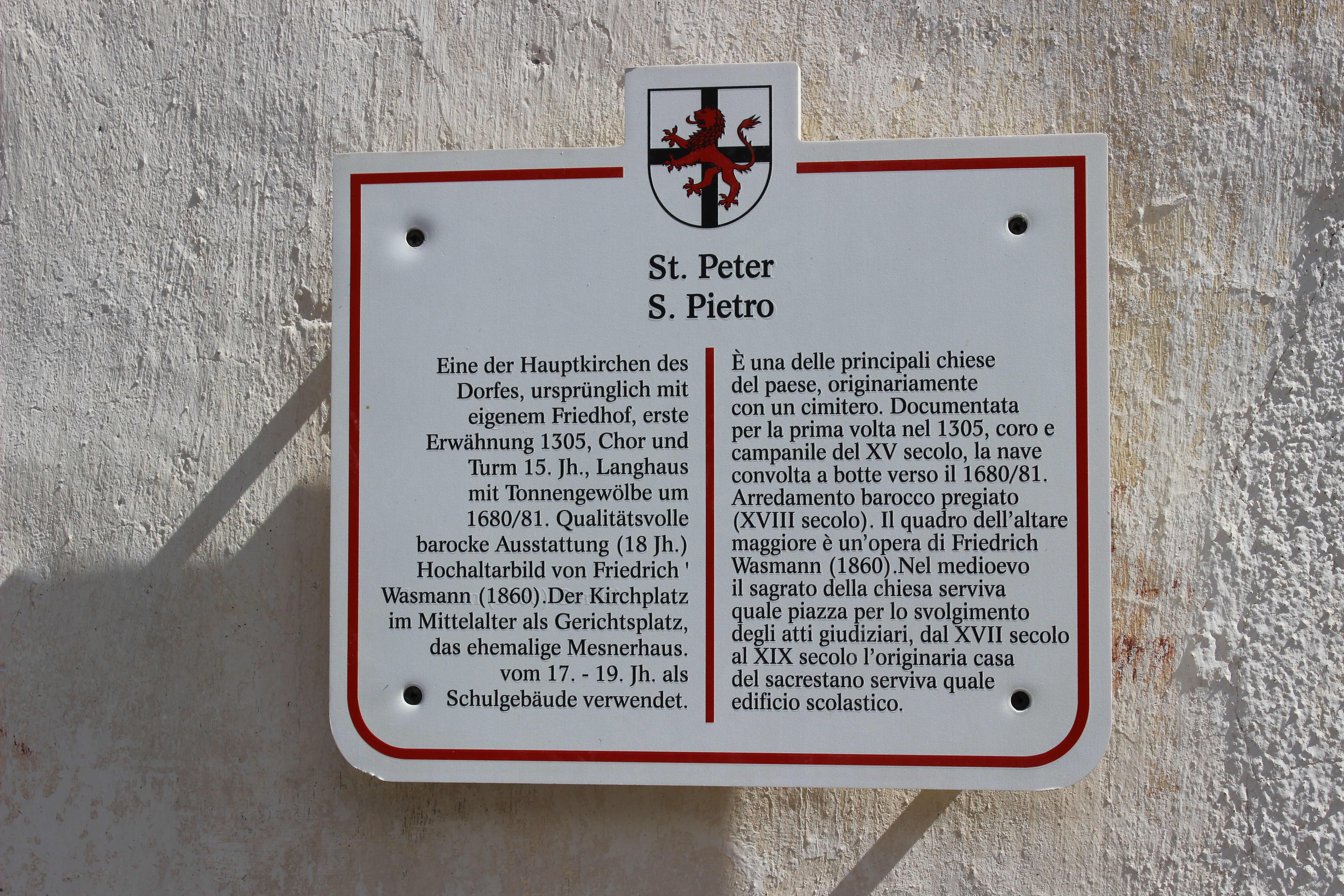
Hinweistafel

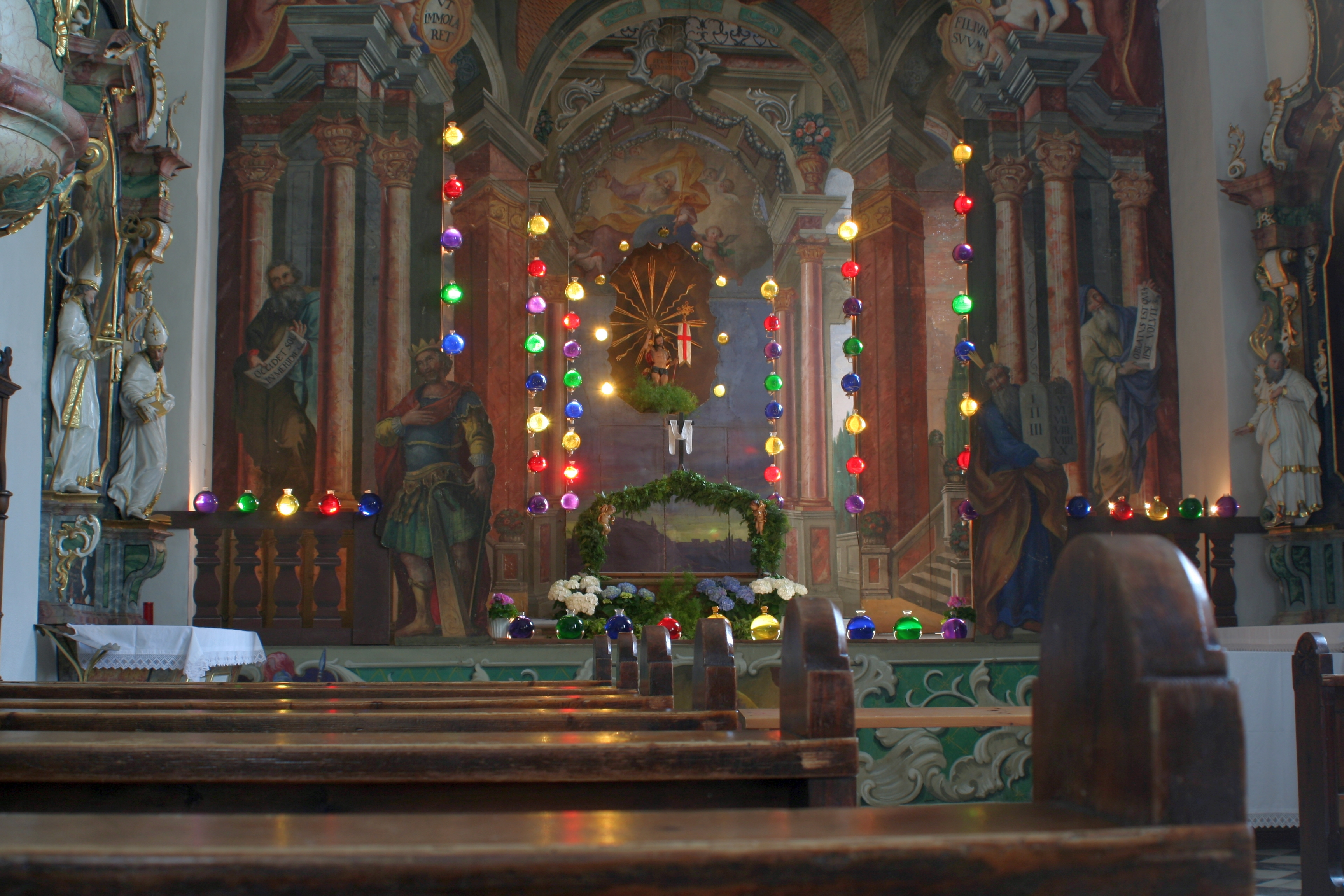
Innenraum an Ostern

Trotz fehlender archäologischen Grabungen, könnte ein Vorgängerbau an der Stelle der heutigen Kirche bereits in der Spätantike existiert haben der, bis zur Degradierung als Filialkirche von Mariä Himmelfahrt in Niederlana, als Pfarrsitz diente. Die Ersterwähnung von St. Peter erfolgte 1269/70 im Salbuch der Abtei Weingarten. Der Platz vor der Kirche war bis in das Mittelalter der Gerichtsplatz. Als eine der Hauptkirchen des Dorfes besaß St. Peter seit 1321 einen eigenen Friedhof mit Begräbnisrecht. 1354 erfolgte eine Neuweihe. Seit 1430 ist in der Kirche ein Frühmesser bezeugt. Der Chor und Turm stammen aus der Zeit der Spätgotik. Dieser Umbau wurde 1492 vollendet. 1680/81 erhielt die Kirche ein neues erweitertes Langhaus. Das zugehörige Mesnerhaus wurde im 17. Jahrhundert zum Schulgebäude umfunktioniert. Während der Restaurierungsarbeiten in den 1980er Jahren stieß man auf ein noch vollständiges barockes Heiliges Grab das als eines der größten des Landes gilt. Am 3. August 1979 stellte das Südtiroler Landesdenkmalamt die Kirche unter Schutz.

## Beschreibung
Die Fresken an den Außenwänden stammen aus dem 18. Jahrhundert und zeigen die Eucharistie und die Errichtung des Heiligen Grabes. Der Innenraum weist eine reichhaltige Ausstattung im Stil der Renaissance und des Barock auf. Der Chor ist mit einem Gratgewölbe versehen. Das Hochaltarbild von 1860 stammt von dem Maler Friedrich Wasmann. Die Bilder der barocken Seitenaltäre um 1760 schufen Carl Magnus von Miller zu Aichholz und Kassian Pockstaller. Aus der gleichen Zeit stammt die Kanzel. Das Heilige Grab schuf Kassian Pockstaller um 1760/70. Nach der vollständigen Restauration der Figuren und Leinwandmalereien 1986 wird es alle zwei Jahre in der Kirche aufgebaut. Die Orgel aus 1881 stammt von Joseph Aigner aus Schwaz.